# 埃克爾斯之役

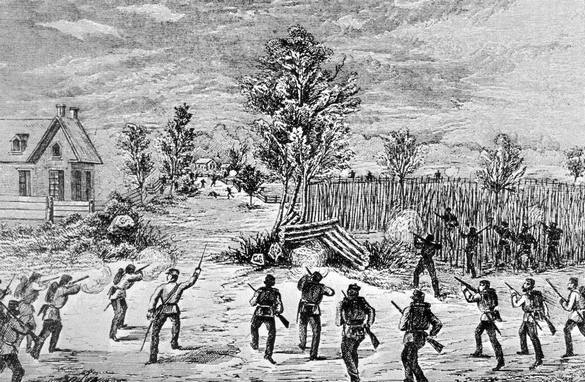
加拿大第50志願營的士兵與芬尼兄弟會成員作戰

埃克爾斯山之役（英語：Battle of Eccles Hill）芬尼亚突袭行动之一，發生于1870年5月25日，是加拿大境內的一次武裝衝突。
當日一批約600人的芬尼亞兄弟會武裝分子越過美國與加拿大的邊界，進入加拿大魁北克境內，企圖佔領加拿大以迫使英國同意愛爾蘭獨立。加拿大方面在邊界已發現他們，芬尼兄弟會很快於埃克爾斯山被當地的民兵打敗，被迫撤退。芬尼兄弟會有5死18傷，加拿大方面無人傷亡。